# USA Rugby South Panthers
La squadra degli USA Rugby South Panthers meglio conosciuta come USA South, è una selezione regionale di Rugby a 15 che rappresenta le squadre del Sud-Est degli Stati Uniti d'America. 
Partecipa al Campionato dei Caraibi di rugby a 15

## Palmarès
- 2 Campionati dei Caraibi: 2013 · 2017